# Pipin z Vermandois
Pipin z Vermandois (815? - po roce 850?) byl franský hrabě z Vermandois, Senlis, Péronne a Saint-Quentin, syn italského krále Bernarda Italského.
Je uváděn jako hrabě z Vermandois v letech 834 až 840. V roce 840, po smrti Ludvíka Pobožného, podporoval Lothara I. Franského, dědice Středofranské říše, i když původně podporoval Karla Holého, dědice Západofranské říše.
Jeho manželka je neznámá, ale vzhledem k tomu, že Pipinův syn Herbert I. z Vermandois byl pokračovatelem dynastie Nibelungidů, vyslovil genaalog Christian Settipani domněnku, že Pipinova manželka byla dcera Theodoricha Nibelunga. Tuto verzi podporuje i skutečnost, že Pipinovi potomci zdědili majetky ve Vexinu.  
Pepin měl s neznámou manželkou tyto děti:
- Bernard - hrabě v Laonu kolem roku 877
- Pipin III. z Vermandois -  hrabě v Paříži[7]
- Herbert I. z Vermandois - hrabě z Vermandois
- Cunégunda - dcera, která bývá ztotožňována s manželkou hraběte Gui de Senlis, otce Bernarda de Senlis[8]